# Eugeissona ambigua
Eugeissona ambigua är en enhjärtbladig växtart som beskrevs av Odoardo Beccari. Eugeissona ambigua ingår i släktet Eugeissona och familjen Arecaceae. Inga underarter finns listade i Catalogue of Life.